# Семетешко језеро
Семетешко језеро је највеће урниско језеро на западној страни Копаоника. Налази се испод виса Чукара, у атару села Семетеш, на 200 метара од Националног парка Копаоник. Геолози тврде да је ово језеро, пре више милиона година настало од ледника.

## Карактеристике
Кружног је облика, пречника 60 метара. Увек има исти ниво, а водом се снабдева из подводних извора, и мањим делом из два извора изнад језера. Због велике ширине и дубине подводних извора, који на средишњем делу језера праве левак, практично је немогуће измерити дубину. Многи рониоци су покушавали, али се нису усуђивали да зароне дубље од 15 метара, због јаких водених струја, које вуку у дубину. Просечна температура воде је 10 °C, у јулу и августу до 20 °C. Из њега истиче Семетешка река, која се касније улива у реку Радошић.
На језеру су се формирала пловећа острва на којима има растиња и дрвећа. Када дува ветар, острва се крећу по језеру. Због ових пловећих острва језеро је проглашено за хидролошки споменик природе. Туристичка атракција је пловидба по језеру на овим острвима, уз помоћ весла.
Порибљено је и богато рибом: шараном и бабушком, па је зато привлачно за риболовце, а староседеоци језера су даждевњаци.
Југозападно од Јошаничке бање, налазе се још два урниска језера Горње (Дугачко) и Доње (Мало) језеро.

## Легенде
Због тога што чак ни рониоци нису успели да детаљно истраже дно овог језера, на неки начин оно је остало тајна, како за научнике, тако и за посетиоце и мештане, који се диве његовој лепоти, али га се и плаше. Нико не зна како и када је настало, па су се о њему испреле разне легенде.
Прича се да је неки поп желео да обави вршидбу на Светог Ћирила, па су га мештани упозорили да тада не треба радити. Он је започео посао, а земља се отворила, прогутала њега и коње, а затим је искуљала вода, од које се формирало језеро, чија површина стално трепери.
Прича се да су се некада на овом језеру окупљале виле и да се ноћу понекад чује глас неке водене немани, која престрашује случајне пролазнике, Због тога, чим би се смркло, сви би одлазили својим кућама и добро закључавали врата и прозоре стрепећи од немани. Међутим, пошто се све ређе оглашава, мештани су се ипак ослободили страха. Други пак сматрају да се ради о некој реткој врсти жабе или птице.

## Галерија
- Општина Рашка - Семетешко језеро
- Општина Рашка - Семетешко језеро
- Општина Рашка - Семетешко језеро
- Општина Рашка - Семетешко језеро